# Cuinchy
Cuinchy ist eine französische Gemeinde mit 1.784 Einwohnern (Stand 1. Januar 2022) im Département Pas-de-Calais in der Region Hauts-de-France; sie gehört zum Arrondissement Béthune und zum Kanton Douvrin.

## Geographie
Die Gemeinde Cuinchy liegt am Nordrand des Nordfranzösischen Kohlereviers, sieben Kilometer östlich von Béthune und elf Kilometer nordwestlich von Lens, am Canal d’Aire, der im Rahmen einer Kette von Kanälen, die für Schiffe mit einer Ladekapazität von bis zu 3000 Tonnen ausgebaut wurden, den Großschifffahrtsweg Dünkirchen-Schelde bildet. In Cuinchy befindet sich die einzige Schleuse auf diesem Kanalabschnitt. Im westlichen Gemeindegebiet mündet das Flüsschen Surgeon in den Canal d’Aire. Nachbargemeinden von Cuinchy sind Festubert im Norden, Givenchy-lès-la-Bassée im Nordosten, Violaines im Südosten, Vermelles im Süden, Cambrin im Südwesten sowie Annequin im Westen.

## Einwohnerentwicklung
| Jahr                       | 1962 | 1968 | 1975 | 1982 | 1990 | 1999 | 2006 | 2015 | 2022 |
| -------------------------- | ---- | ---- | ---- | ---- | ---- | ---- | ---- | ---- | ---- |
| Einwohner                  | 1340 | 1420 | 1538 | 1551 | 1646 | 1666 | 1766 | 1750 | 1784 |
| Quellen: Cassini und INSEE |      |      |      |      |      |      |      |      |      |

## Sehenswürdigkeiten
- Kirche Saint-Pierre
- Wasserturm
- zwei Soldatenfriedhöfe des Commonwealth

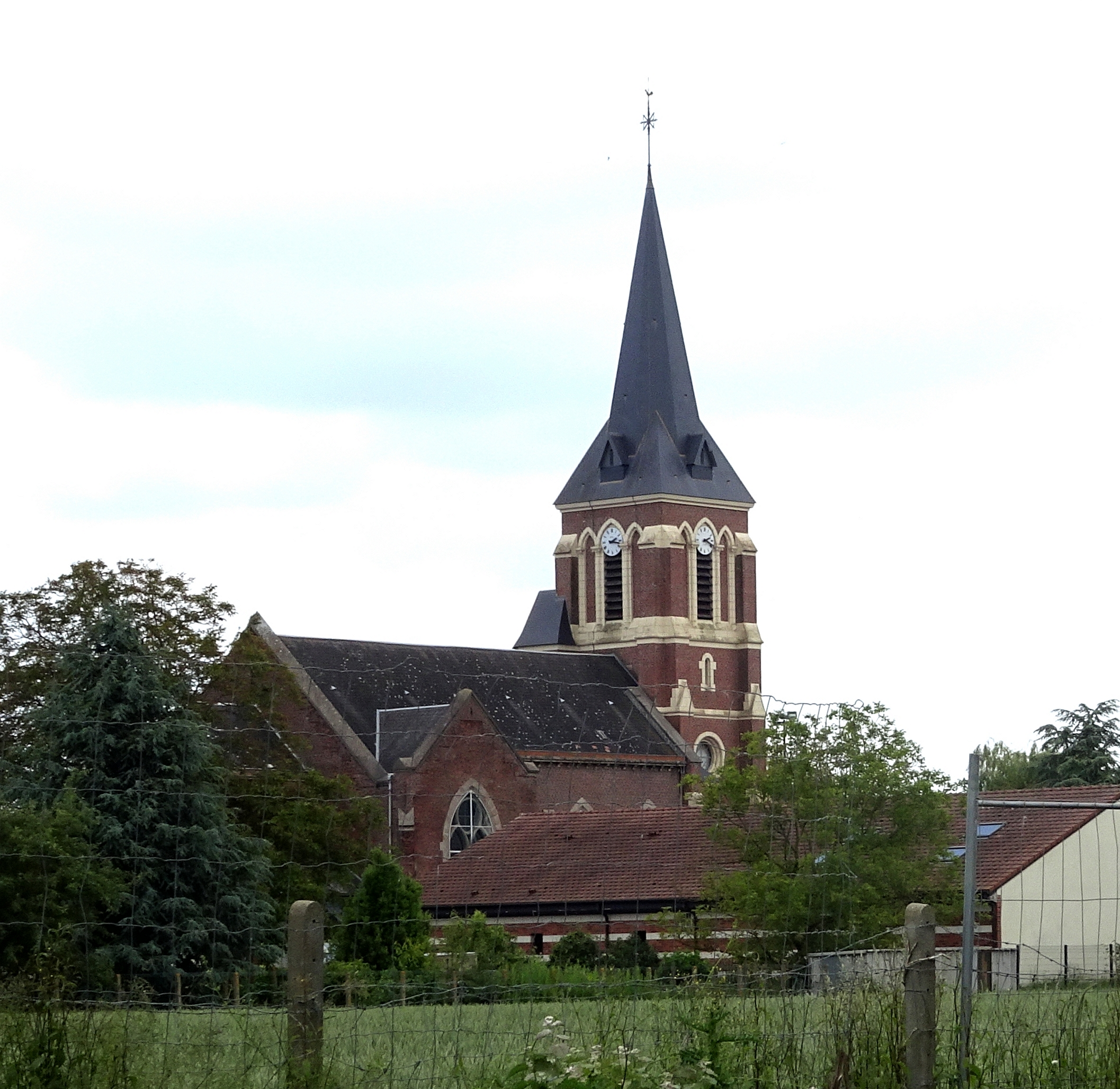
Kirche Saint-Pierre
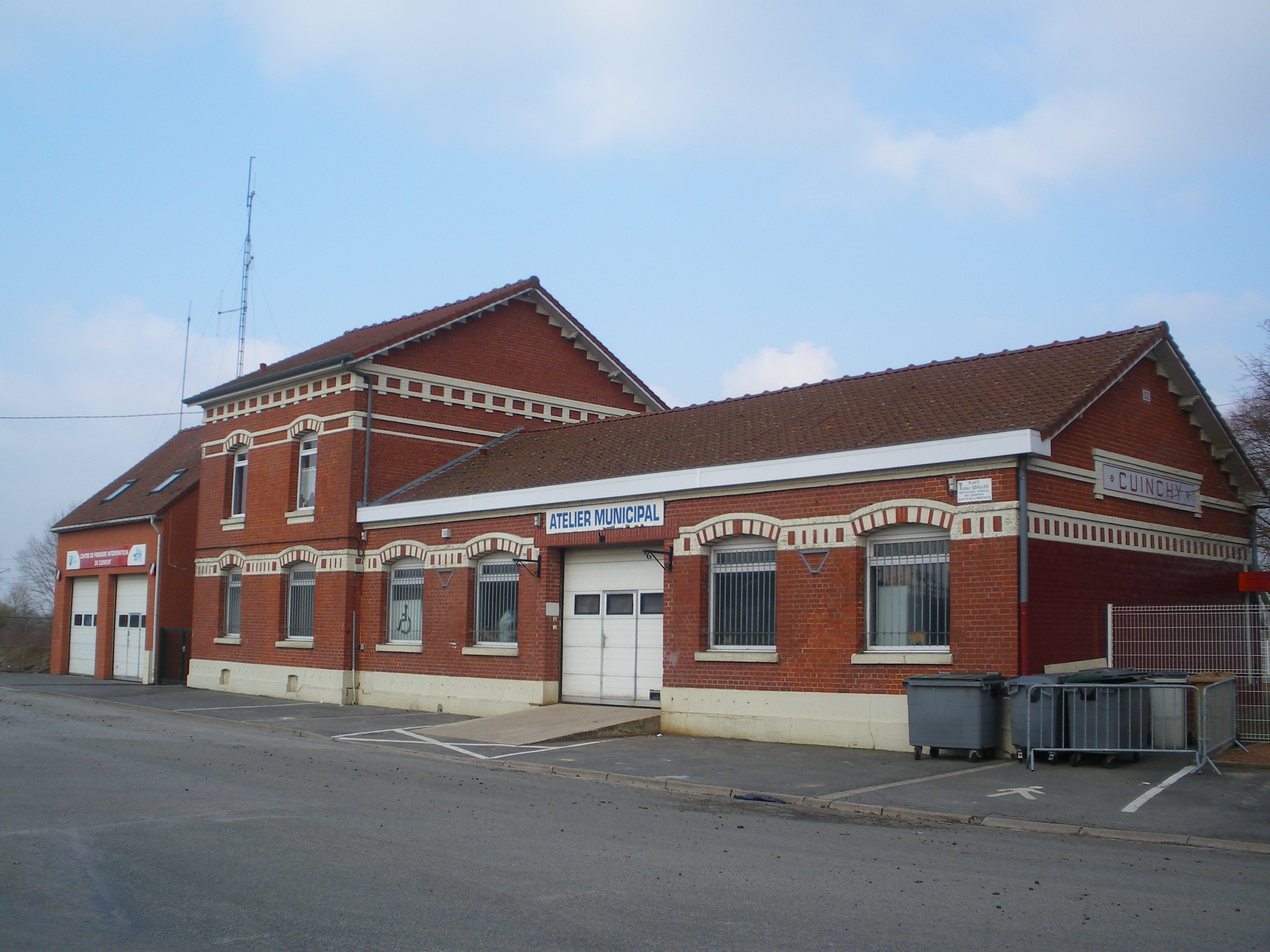
Ehemaliger Bahnhof Cuinchy
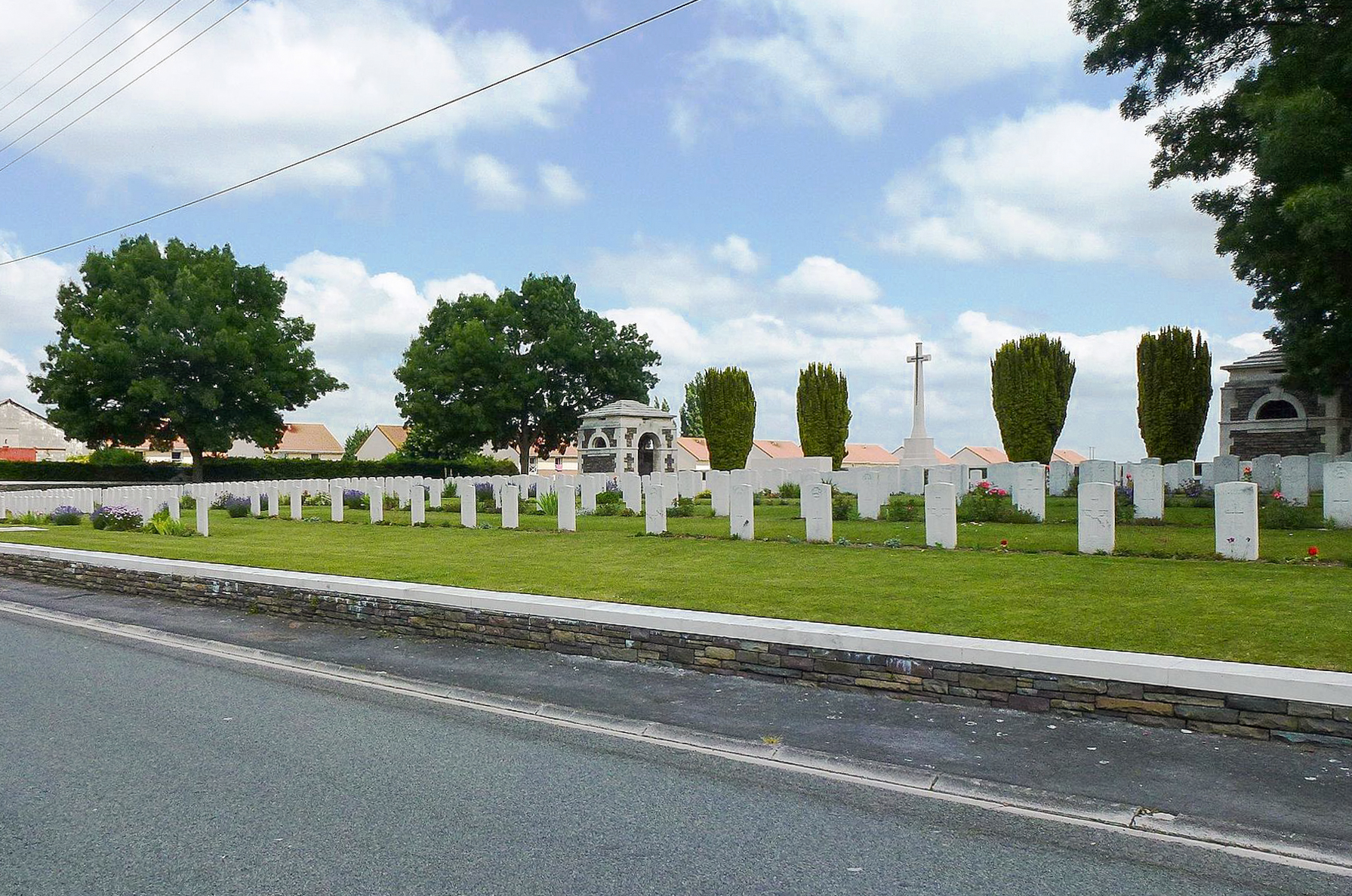
Woburn Abbey Cemetery
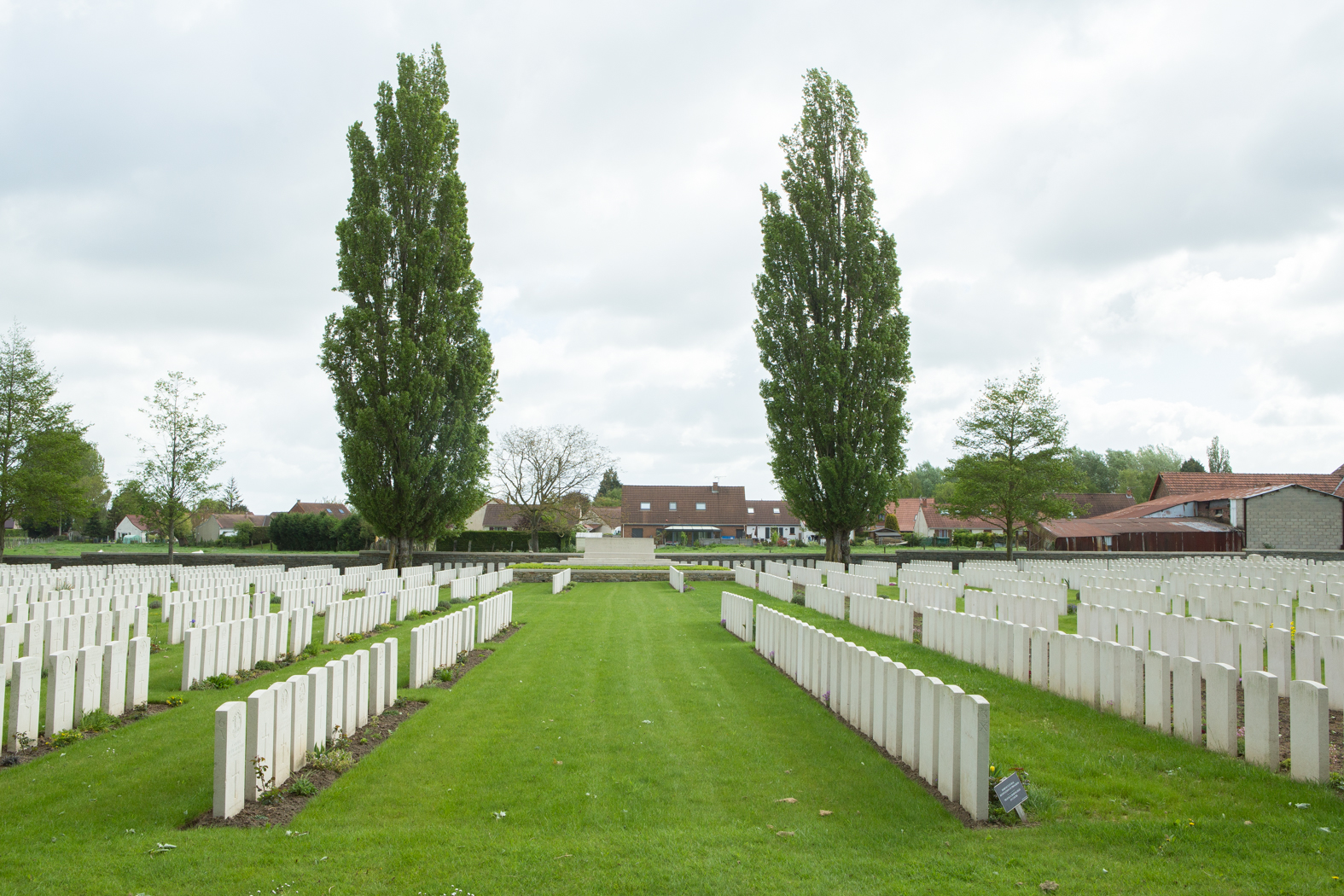
Guards Cemetery